# Сан Роко-Лискето (Сијена)
Сан Роко-Лискето је насеље у Италији у округу Сијена, региону Тоскана.
Према процени из 2011. у насељу је живело 14 становника. Насеље се налази на надморској висини од 233 м.